# 第51回アカデミー賞
第51回アカデミー賞（だい51かいアカデミーしょう）は1979年4月9日に発表・授賞式が行われた。

## 候補と受賞の一覧
太字は受賞である。
また、以下での人名表記は
1. 作品の日本語公式情報およびAMPAS公式サイトの日本版とWOWOWによる授賞式放送での表記に準ずる。
2. 見当たらない場合はデータベースサイトなどを参考。
3. それでもない場合は英語表記のままとする。

| 作品賞 | 監督賞 |
| --- | --- |
| - 『ディア・ハンター』 - 『帰郷』 - 『天国から来たチャンピオン』 - 『ミッドナイト・エクスプレス』 - 『結婚しない女』 | - マイケル・チミノ – 『ディア・ハンター』 - ハル・アシュビー – 『帰郷』 - ウォーレン・ベイティ、バック・ヘンリー – 『天国から来たチャンピオン』 - ウディ・アレン – 『インテリア』 - アラン・パーカー – 『ミッドナイト・エクスプレス』 |
| 主演男優賞 | 主演女優賞 |
| - ジョン・ヴォイト – 『帰郷』 - ウォーレン・ベイティ – 『天国から来たチャンピオン』 - ゲイリー・ビジー – 『バディ・ホリー・ストーリー』 - ロバート・デ・ニーロ – 『ディア・ハンター』 - ローレンス・オリヴィエ – 『ブラジルから来た少年』 | - ジェーン・フォンダ – 『帰郷』 - イングリッド・バーグマン – 『秋のソナタ』 - エレン・バースティン – 『セイム・タイム、ネクスト・イヤー』 - ジル・クレイバーグ – 『結婚しない女』 - ジェラルディン・ペイジ – 『インテリア』 |
| 助演男優賞 | 助演女優賞 |
| - クリストファー・ウォーケン – 『ディア・ハンター』 - ブルース・ダーン – 『帰郷』 - リチャード・ファーンズワース – 『カムズ・ア・ホースマン』 - ジョン・ハート – 『ミッドナイト・エクスプレス』 - ジャック・ウォーデン – 『天国から来たチャンピオン』 | - マギー・スミス – 『カリフォルニア・スイート』 - ダイアン・キャノン – 『天国から来たチャンピオン』 - ペネロープ・ミルフォード – 『帰郷』 - モーリン・ステイプルトン – 『インテリア』 - メリル・ストリープ – 『ディア・ハンター』 |
| 脚本賞 | 脚色賞 |
| - 『帰郷』 – ナンシー・ダウド、ウォルド・ソルト、ロバート・C・ジョーンズ - 『秋のソナタ』 – イングマール・ベルイマン - 『ディア・ハンター』 – マイケル・チミノ、デリック・ウォッシュバーン、ルイス・ガーフィンクル、クイン・K・レデカー - 『インテリア』 – ウディ・アレン - 『結婚しない女』 – ポール・マザースキー | - 『ミッドナイト・エクスプレス』 – オリバー・ストーン - 『愛の断層』 – ウォルター・ニューマン - 『カリフォルニア・スイート』 – ニール・サイモン - 『天国から来たチャンピオン』 – エレイン・メイ、ウォーレン・ベイティ - 『セイム・タイム、ネクスト・イヤー』 – バーナード・スレード |
| 外国語映画賞 | 衣裳デザイン賞 |
| - 『ハンカチのご用意を』 (フランス) - 『ガラスの独房』 (西ドイツ) - 『ハンガリアン』 (ハンガリー) - 『新怪物たち』 (イタリア) - 『黒い耳の白い犬』 (ソ連) | - 『ナイル殺人事件 (1978年の映画)』 – アンソニー・パウエル - 『キャラバン』 – レニー・コンリー - 『天国の日々』 – パトリシア・ノリス - 『スウォーム』 – ポール・ザストゥプネヴィッチ - 『ウィズ』 – トニー・ワルトン |
| 長編ドキュメンタリー映画賞 | 短編ドキュメンタリー映画賞 |
| - Scared Straight! - The Lovers' Wind - Mysterious Castles of Clay - Raoni - With Babies and Banners: Story of the Women's Emergency Brigade | - The Flight of the Gossamer Condor - The Divided Trail: A Native American Odyssey - An Encounter with Faces - Goodnight Miss Ann' - Squires of San Quentin |
| 短編実写映画賞 | 短編アニメ映画賞 |
| - Teenage Father - A Different Approach - Mandy's Grandmother - Strange Fruit | - Special Delivery - Oh My Darling - Rip Van Winkle |
| 作曲賞 | 編曲・歌曲賞 |
| - 『ミッドナイト・エクスプレス』 – ジョルジオ・モロダー - 『ブラジルから来た少年』 – ジェリー・ゴールドスミス - 『天国の日々』 – エンニオ・モリコーネ - 『天国から来たチャンピオン』 – デイヴ・グルーシン - 『スーパーマン』 – ジョン・ウィリアムズ | - 『バディ・ホリー・ストーリー』 – ジョー・レンゼッティ - 『ウィズ』 – クインシー・ジョーンズ - 『プリティ・ベビー』 – ジェリー・ウェクスラー |
| 歌曲賞 | 録音賞 |
| - ｢ラスト・ダンス｣（『イッツ・フライデー』） – ポール・ジャバラ (作詞・作曲) - "Hopelessly Devoted to You"（『グリース』） – ジョン・ファーラー (作詞・作曲) - "The Last Time I Felt Like This"（『セイム・タイム、ネクスト・イヤー』） – マーヴィン・ハムリッシュ (作曲)、アラン・バーグマン (作詞)、マリリン・バーグマン - "Ready to Take a Chance Again"（『ファール・プレイ』） – チャールズ・フォックス (作曲)、ノーマン・ギンベル (作詞) - ""When You're Loved"（『ラッシー』） – リチャード・シャーマン (作詞・作曲)、ロバート・シャーマン (作詞・作曲)      | - 『ディア・ハンター』 – リチャード・ポートマン、ウィリアム・マッコーイ、アーロン・ローチン、ダリン・ナイト - 『グレートスタントマン』 – ロバート・ニュードソン、ロバート・J・グラス、ドン・マクドゥーガル、ジャック・ソロモン - 『スーパーマン』 – ゴードン・K・マッカラム、グラハム・ハートストーン、Nicolas Le Messurier、ロイ・チャーマン - 『バディ・ホリー・ストーリー』 – Tex Rudloff、Joel Fein、カーリー・サールウェル、ウィリー・バートン - 『天国の日々』 – ジョン・J・ウィルキンソン、ロバート・W・グラス・Jr、ジョン・T・リッツ、バリー・トーマス |
| 美術賞 | 撮影賞 |
| - 『天国から来たチャンピオン』 – ポール・シルバート (美術)、エドウィン・オノドヴァン (美術)、ジョージ・ゲインズ (装置) - 『ブリンクス』 – ディーン・タヴォウラリス (美術)、アンジェロ・グラハム (美術)、ジョージ・R・ネルソン (装置)、ブルース・カイ (装置) - 『カリフォルニア・スイート』 – アルバート・ブレナー (美術)、マーヴィン・マーチ (装置) - 『インテリア』 – メル・ボーン (美術)、ダニエル・ロバート (装置) - 『ウィズ』 – トニー・・ウォルトン (美術)、フィリップ・ローゼンバーグ (美術)、エドワード・スチュアート (装置)、ロバート・ドラムヘラー (装置) | - 『天国の日々』 – ネストール・アルメンドロス - 『ディア・ハンター』 – ヴィルモス・スィグモンド - 『天国から来たチャンピオン』 – ウィリアム・A・フレイカー - 『セイム・タイム、ネクスト・イヤー』 – ロバート・サーティース - 『ウィズ』 – オズワルド・モリス |
| 編集賞 | 視覚効果賞 |
| - 『ディア・ハンター』 – ピーター・ツィンナー - 『スーパーマン』 – スチュアート・ベアード - 『ミッドナイト・エクスプレス』 – ジェリー・ハンブリング - 『ブラジルから来た少年』 – ロバート・E・スウィンク - 『帰郷』 – ドン・ジマーマン | - 『スーパーマン』 – レイ・ボウイ、コリン・チルヴァース、デニス・コープ、ロイ・フィールド、デレク・メディングス、ゾーラン・ペリシク |

### アカデミー名誉賞
- ローレンス・オリヴィエ
- ウォルター・ランツ
- キング・ヴィダー
- ニューヨーク近代美術館

### ジーン・ハーショルト友愛賞
- レオ・ジャフェ

### プレゼンター
| プレゼンター                   | 役                                                    |
| ------------------------------ | ----------------------------------------------------- |
| ロビン・ウィリアムズ           | 名誉賞 (ウォルター・ランツ)                           |
| ウッディー・ウッドペッカー     | 名誉賞 (ウォルター・ランツ)                           |
| ダニー・トーマス               | 投票ルール                                            |
| ダイアン・キャノン             | 助演男優賞                                            |
| テリー・サバラス               | 助演男優賞                                            |
| マギー・スミス                 | 科学技術賞                                            |
| モーリン・ステイプルトン       | 科学技術賞                                            |
| ロビー・ベンソン               | 短編実写映画賞 短編アニメ映画賞                       |
| キャロル・リンレイ             | 短編実写映画賞 短編アニメ映画賞                       |
| ミア・ファロー                 | 長編ドキュメンタリー映画賞 短編ドキュメンタリー映画賞 |
| デイビット・L・ウルパー        | 長編ドキュメンタリー映画賞 短編ドキュメンタリー映画賞 |
| シャーリー・ジョーンズ         | 美術賞                                                |
| リック・シュローダー           | 美術賞                                                |
| レイ・ボルジャー               | 衣裳デザイン賞                                        |
| ジャック・ヘイリー             | 衣裳デザイン賞                                        |
| ドム・デルイーズ               | 編集賞                                                |
| ヴァレリー・ペリン             | 編集賞                                                |
| スティーヴ・マーティン         | 視覚効果賞                                            |
| マーゴット・キダー             | 録音賞                                                |
| クリストファー・リーヴ         | 録音賞                                                |
| ジェームズ・コバーン           | 撮影賞                                                |
| キム・ノヴァク                 | 撮影賞                                                |
| ルビー・キーラー               | 歌曲賞                                                |
| クリス・クリストファーソン     | 歌曲賞                                                |
| ディーン・マーティン           | 作曲賞 編曲・歌曲賞                                   |
| ラクエル・ウェルチ             | 作曲賞 編曲・歌曲賞                                   |
| グレゴリー・ペック             | 名誉賞 (ニューヨーク近代美術館)                       |
| ユル・ブリンナー               | 外国語映画賞                                          |
| ナタリー・ウッド               | 外国語映画賞                                          |
| ジョージ・バーンズ             | 助演女優賞                                            |
| ブルック・シールズ             | 助演女優賞                                            |
| ローレン・バコール             | 脚本賞 脚色賞                                         |
| ジョン・ヴォイト               | 脚本賞 脚色賞                                         |
| オードリー・ヘプバーン         | 名誉賞 (キング・ヴィダー)                             |
| フランシス・フォード・コッポラ | 監督賞                                                |
| アリ・マッグロー               | 監督賞                                                |
| ケーリー・グラント             | 名誉賞 (ローレンス・オリヴィエ)                       |
| リチャード・ドレイファス       | 主演女優賞                                            |
| シャーリー・マクレーン         | 主演女優賞                                            |
| ジャック・ヴァレンテ           | ジーン・ハーショルト友愛賞                            |
| ジンジャー・ロジャース         | 主演男優賞                                            |
| ダイアナ・ロス                 | 主演男優賞                                            |
| ジョン・ウェイン               | 作品賞                                                |

### パフォーマー
| 氏名                         | 内容                                                                |
| ---------------------------- | ------------------------------------------------------------------- |
| オリビア・ニュートン＝ジョン | "Hopelessly Devoted to You" (グリース)                              |
| ジェーン・オリバー           | "The Last Time I Felt Like This" (セイム・タイム、ネクスト・イヤー) |
| ジョニー・マティス           | "The Last Time I Felt Like This" (セイム・タイム、ネクスト・イヤー) |
| ドナ・サマー                 | ｢ラスト・ダンス｣ (イッツ・フライデー)                               |
| デビー・ブーン               | "When You're Loved" (ラッシー)                                      |
| バリー・マニロウ             | "Ready to Take a Chance Again" (ファール・プレイ)                   |
| サミー・デイヴィスJr.        | "Oscar's Only Human"                                                |
| スティーヴ・ローレンス       | "Oscar's Only Human"                                                |

### 統計
| 複数候補: - 9 候補: 『ディア・ハンター』、『天国から来たチャンピオン』 - 8 候補: 『帰郷』 - 6 候補: 『ミッドナイト・エクスプレス』 - 5 候補: 『インテリア』 - 4 候補: 『天国の日々』、『セイム・タイム、ネクスト・イヤー』、『ウィズ』 - 3 候補: 『ブラジルから来た少年』、『バディ・ホリー・ストーリー』、『カリフォルニア・スイート』、『スーパーマン』、『結婚しない女』 - 2 候補: 『秋のソナタ』 | 複数受賞. - 5 受賞: 『ディア・ハンター』 - 3 受賞: 『帰郷』 - 2 受賞: 『ミッドナイト・エクスプレス』 |